# Чемпионат СССР по лёгкой атлетике 1984
Лично-командный чемпионат СССР по лёгкой атлетике 1984 года проходил с 7 по 9 сентября в Донецке на стадионе «Локомотив». Украинский город во второй раз в истории принимал национальный чемпионат (впервые — в 1980 году). На протяжении трёх дней были разыграны 35 комплектов медалей.
Соревнования состоялись в конце летнего сезона, после бойкота Советским Союзом Олимпийских игр в Лос-Анджелесе и проведения альтернативного турнира «Дружба-84» для спортсменов социалистических стран.
Единственный на чемпионате рекорд СССР установила метательница диска Галина Савинкова. Её бросок на 73,28 м стал третьим в истории лёгкой атлетики и уступил мировому рекорду 1 метр 28 сантиметров. В серии Савинковой по ходу соревнований также были попытки на 72,70 м и 72,68 м.
В прыжке с шестом у мужчин лучшим в родном городе стал Сергей Бубка, показавший лучший результат в истории национальных первенств (5,80 м). Для 20-летнего чемпиона и рекордсмена мира эта победа стала первой (и единственной) на летних чемпионатах страны.
Впервые с 1968 года чемпион СССР в метании копья среди мужчин показал результат за 90 метров. Виктор Евсюков выиграл состязания с лучшей попыткой на 90,50 м, но не смог превзойти результат Яниса Лусиса 26-летней давности (91,10 м).
Рекордсменка страны в беге на 400 метров Ольга Владыкина уверенно выиграла бег на 1 круг — 50,50. В то же время Наталья Лисовская, которая в мае 1984 года побила мировой рекорд в толкании ядра (22,53 м), проиграла своему результату более двух метров и стала только серебряным призёром вслед за Нуну Абашидзе.
Лучшие результаты в истории чемпионатов СССР показали прыгуны в длину Сергей Лаевский (8,32 м) и Елена Коконова (7,09 м), а также метательница копья Зинаида Гаврилина (67,00 м).
В течение 1984 года в различных городах были проведены также чемпионаты СССР в отдельных дисциплинах лёгкой атлетики:
- 25 февраля — зимний чемпионат СССР по спортивной ходьбе (Алушта)
- 25—26 февраля — зимний чемпионат СССР по метаниям (Адлер)
- 3 марта — чемпионат СССР по кроссу (Кисловодск)
- 13 мая — чемпионат СССР по марафону (Баку)
- 9—10 июня — чемпионат СССР по спортивной ходьбе (Сочи)
- 20—24 июня — чемпионаты СССР по бегу на 10 000 метров среди женщин и многоборьям (Киев)

## Командное первенство
| Место | Команда        |
| ----- | -------------- |
| 1     | РСФСР          |
| 2     | Украинская ССР |
| 3     | Москва         |

## Призёры

### Мужчины
| Дисциплина                          | Золото                                                                        | Золото             | Серебро                                                                    | Серебро            | Бронза                                                                                | Бронза             |
| ----------------------------------- | ----------------------------------------------------------------------------- | ------------------ | -------------------------------------------------------------------------- | ------------------ | ------------------------------------------------------------------------------------- | ------------------ |
| 100 м                               | Александр Семёнов Москва                                                      | 10,37              | Борис Никулин РСФСР Тула                                                   | 10,40              | Николай Юшманов Ленинград                                                             | 10,51              |
| 200 м                               | Михаил Куликов Ленинград                                                      | 20,91              | Виктор Хрищук РСФСР Омск                                                   | 20,95              | Александр Золотарёв РСФСР Иркутск                                                     | 21,04              |
| 400 м                               | Владимир Крылов РСФСР Ульяновск                                               | 46,05              | Аркадий Корнилов Ленинград                                                 | 46,12              | Павел Рощин Украинская ССР Одесса                                                     | 46,22              |
| 800 м                               | Виктор Калинкин РСФСР Пенза                                                   | 1.47,61            | Валерий Стародубцев РСФСР Иркутск                                          | 1.48,74            | Сергей Лапетин Белорусская ССР Минск                                                  | 1.48,77            |
| 1500 м                              | Виктор Калинкин РСФСР Пенза                                                   | 3.40,48            | Виталий Тищенко Украинская ССР Киев                                        | 3.40,98            | Владимир Кальсин Казахская ССР Алма-Ата                                               | 3.41,14            |
| 5000 м                              | Виталий Тищенко Украинская ССР Киев                                           | 13.47,47           | Анатолий Крохмалюк Украинская ССР Винница                                  | 13.47,77           | Геннадий Фишман Белорусская ССР Гродно                                                | 13.47,93           |
| 10 000 м                            | Анатолий Крохмалюк Украинская ССР Винница                                     | 28.38,78           | Геннадий Фишман Белорусская ССР Гродно                                     | 28.38,80           | Владимир Шестеров Украинская ССР Харьков                                              | 28.46,76           |
| 3000 м с препятствиями              | Иван Коновалов РСФСР Иркутск                                                  | 8.29,65            | Сергей Епишин РСФСР Московская область                                     | 8.30,98            | Александр Загоруйко Украинская ССР Винница                                            | 8.32,94            |
| 110 м с барьерами (ветер: −0,3 м/с) | Игорь Казанов Латвийская ССР Даугавпилс                                       | 13,59              | Вячеслав Устинов Москва                                                    | 13,64              | Янис Саулите Латвийская ССР Лимбажи                                                   | 13,82              |
| 400 м с барьерами                   | Владимир Будько Белорусская ССР Витебск                                       | 49,74              | Тагир Земсков Ленинград                                                    | 50,05              | Василий Архипенко Украинская ССР Донецк                                               | 50,20              |
| Прыжок в высоту                     | Виктор Мальчугин РСФСР Московская область                                     | 2,28 м             | Олег Азизмурадов Узбекская ССР Самарканд                                   | 2,24 м             | Олег Палашевский Таджикская ССР Душанбе                                               | 2,24 м             |
| Прыжок с шестом                     | Сергей Бубка Украинская ССР Донецк                                            | 5,80 м             | Радион Гатауллин Узбекская ССР Ташкент                                     | 5,65 м             | Аркадий Шквира Украинская ССР Донецк                                                  | 5,60 м             |
| Прыжок с шестом                     | Сергей Бубка Украинская ССР Донецк                                            | 5,80 м             | Радион Гатауллин Узбекская ССР Ташкент                                     | 5,65 м             | Павел Богатырёв РСФСР Иркутск                                                         | 5,60 м             |
| Прыжок в длину                      | Сергей Лаевский Украинская ССР Днепропетровск                                 | 8,32 м (+0,1 м/с)  | Вадим Кобылянский Украинская ССР Харьков                                   | 8,28 м (+0,1 м/с)  | Юрий Самарин Украинская ССР Днепропетровск                                            | 8,23 м (+0,1 м/с)  |
| Тройной прыжок                      | Геннадий Валюкевич Белорусская ССР Минск                                      | 17,38 м (+0,1 м/с) | Григорий Емец Украинская ССР Кривой Рог                                    | 17,30 м (+0,2 м/с) | Владимир Черников Узбекская ССР Ташкент                                               | 17,19 м (+0,1 м/с) |
| Толкание ядра                       | Владимир Киселёв Украинская ССР Кременчуг                                     | 21,43 м            | Сергей Гаврюшин Москва                                                     | 21,22 м            | Сергей Донских Ленинград                                                              | 20,74 м            |
| Метание диска                       | Дмитрий Ковцун Украинская ССР Киев                                            | 64,54 м            | Ромас Убартас Литовская ССР Вильнюс                                        | 64,38 м            | Георгий Колноотченко Белорусская ССР Минск                                            | 64,16 м            |
| Метание молота                      | Игорь Никулин Ленинград                                                       | 78,70 м            | Игорь Григораш Украинская ССР Ивано-Франковск                              | 78,10 м            | Виктор Литвиненко Украинская ССР Киевская область                                     | 77,58 м            |
| Метание копья                       | Виктор Евсюков Казахская ССР Алма-Ата РСФСР Московская область                | 90,50 м            | Юрий Смирнов Латвийская ССР Рига                                           | 87,10 м            | Владислав Королёв Ленинград                                                           | 85,80 м            |
| Эстафета 4×100 м                    | РСФСР · Александр Шишов · Александр Золотарёв · Виктор Хрищук · Борис Никулин | 39,61              | Москва Александр Семёнов Юрий Пискунов Вадим Давыдов Андрей Шляпников      | 39,97              | Ленинград Владимир Кравцов Игорь Иванеев Михаил Куликов Николай Юшманов               | 40,09              |
| Эстафета 4×400 м                    | РСФСР · Борис Махоткин · Римас Юрявичюс · Владимир Просин · Владимир Крылов   | 3.04,83            | Ленинград Владимир Петров Александр Минаков Тагир Земсков Аркадий Корнилов | 3.05,13            | Украинская ССР · Сергей Мельников · Валерий Бойчук · Павел Рощин · Анатолий Мельников | 3.05,16            |

### Женщины
| Дисциплина                         | Золото                                                                               | Золото            | Серебро                                                                                 | Серебро           | Бронза                                                                                          | Бронза            |
| ---------------------------------- | ------------------------------------------------------------------------------------ | ----------------- | --------------------------------------------------------------------------------------- | ----------------- | ----------------------------------------------------------------------------------------------- | ----------------- |
| 100 м                              | Наталья Помощникова Москва                                                           | 11,61             | не вручалась                                                                            |                   | Эльвира Барбашина Узбекская ССР Ташкент                                                         | 11,61             |
| 100 м                              | Ирина Слюсарь Украинская ССР Днепропетровск                                          | 11,61             | не вручалась                                                                            |                   | Эльвира Барбашина Узбекская ССР Ташкент                                                         | 11,61             |
| 200 м (ветер: 0,0 м/с)             | Елена Виноградова РСФСР Новосибирск                                                  | 22,87             | Галина Михеева РСФСР Брянск                                                             | 23,09             | Галина Сорокина Москва                                                                          | 23,35             |
| 400 м                              | Ольга Владыкина Украинская ССР Ворошиловград                                         | 50,50             | Людмила Белова Москва                                                                   | 51,45             | Нина Кравченко Казахская ССР Алма-Ата                                                           | 52,06             |
| 800 м                              | Екатерина Подкопаева РСФСР Московская область                                        | 1.59,51           | Татьяна Казанкина Ленинград                                                             | 1.59,58           | Ольга Минеева РСФСР Свердловск                                                                  | 2.00,09           |
| 1500 м                             | Надежда Раллдугина Украинская ССР Симферополь                                        | 4.04,36           | Галина Захарова РСФСР Челябинск                                                         | 4.04,39           | Татьяна Казанкина Ленинград                                                                     | 4.04,59           |
| 3000 м                             | Галина Захарова РСФСР Челябинск                                                      | 8.37,07           | Светлана Гуськова Молдавская ССР Тирасполь                                              | 8.37,63           | Татьяна Позднякова РСФСР Улан-Удэ                                                               | 8.39,02           |
| 100 м с барьерами (ветер: 0,0 м/с) | Мария Мерчук Молдавская ССР Кишинёв                                                  | 13,05             | Наталья Григорьева Украинская ССР Харьков                                               | 13,20             | Надежда Коршунова Украинская ССР Харьков                                                        | 13,24             |
| 400 м с барьерами                  | Елена Филипишина РСФСР Свердловск                                                    | 55,02             | Марина Степанова Ленинград                                                              | 55,28             | Маргарита Навицкайте Литовская ССР Вильнюс                                                      | 55,82             |
| Прыжок в высоту                    | Ольга Турчак Казахская ССР Алма-Ата                                                  | 1,96 м            | Марина Доронина РСФСР Челябинск                                                         | 1,96 м            | Альбина Казакова РСФСР Пермь                                                                    | 1,90 м            |
| Прыжок в высоту                    | Ольга Турчак Казахская ССР Алма-Ата                                                  | 1,96 м            | Марина Доронина РСФСР Челябинск                                                         | 1,96 м            | Галина Бригадная Туркменская ССР Ашхабад                                                        | 1,90 м            |
| Прыжок в длину                     | Елена Коконова Казахская ССР Алма-Ата                                                | 7,09 м (+0,1 м/с) | Ирина Валюкевич Белорусская ССР Минск                                                   | 6,95 м (+0,2 м/с) | Татьяна Проскурякова РСФСР Краснодар                                                            | 6,93 м (+0,1 м/с) |
| Толкание ядра                      | Нуну Абашидзе Украинская ССР Одесса                                                  | 21,13 м           | Наталья Лисовская Москва                                                                | 20,19 м           | Людмила Воевудская Украинская ССР Никополь                                                      | 20,15 м           |
| Метание диска                      | Галина Савинкова РСФСР Московская область                                            | 73,28 м           | Галина Мурашова Литовская ССР Вильнюс                                                   | 67,30 м           | Надежда Кугаевских РСФСР Омск                                                                   | 65,42 м           |
| Метание копья                      | Зинаида Гаврилина Украинская ССР Донецк                                              | 67,00 м           | Ольга Чистякова РСФСР Куйбышев                                                          | 63,96 м           | Татьяна Шиколенко РСФСР Краснодар                                                               | 61,14 м           |
| Эстафета 4×100 м                   | РСФСР · Светлана Зуева · Елена Виноградова · Галина Михеева · Марина Бабенко         | 43,84             | Узбекская ССР · Галина Казакова · Вера Оленченко · Эльвира Барбашина · Татьяна Вилисова | 44,95             | Москва Ирина Назарова Евгения Логинова Галина Сорокина Наталья Помощникова                      | 44,99             |
| Эстафета 4×400 м                   | Украинская ССР · Инна Евсеева · Людмила Джигалова · Ольга Владыкина · Мария Пинигина | 3.26,02           | Москва Элина Бабич Ирина Назарова Светлана Корчагина Людмила Белова                     | 3.27,10           | Литовская ССР · Маргарита Навицкайте · Рита Паулавичене · Алдона Мендзорите · Даля Матусявичене | 3.28,45           |

## Зимний чемпионат СССР по спортивной ходьбе
Зимний чемпионат СССР по спортивной ходьбе прошёл 25 февраля 1984 года в Алуште, Украинская ССР. Трасса была проложена по набережной Рабочего уголка. Наталья Сербиненко установила высшее мировое достижение в ходьбе на 5 км по шоссе среди женщин — 22.13,8. Серебряного призёра Ольгу Криштоп она опередила менее чем на 3 секунды.

### Мужчины
| Дисциплина      | Золото                            | Золото  | Серебро                         | Серебро | Бронза                         | Бронза  |
| --------------- | --------------------------------- | ------- | ------------------------------- | ------- | ------------------------------ | ------- |
| Ходьба на 10 км | Николай Винниченко Динамо Харьков | 39.36,0 | Валдас Казлаускас Динамо Каунас | 39.42,0 | Александр Поташёв Труд Витебск | 39.45,8 |

### Женщины
| Дисциплина     | Золото                           | Золото  | Серебро                          | Серебро | Бронза                          | Бронза  |
| -------------- | -------------------------------- | ------- | -------------------------------- | ------- | ------------------------------- | ------- |
| Ходьба на 5 км | Наталья Сербиненко Урожай Донецк | 22.13,8 | Ольга Криштоп Динамо Новосибирск | 22.16,4 | Вера Осипова Динамо Новосибирск | 22.21,0 |

## Зимний чемпионат СССР по метаниям
Зимний чемпионат СССР по метаниям прошёл 25—26 февраля в Адлере на стадионах «Трудовые резервы» и «Труд».

### Мужчины
| Дисциплина     | Золото                                   | Золото  | Серебро                                         | Серебро | Бронза                                | Бронза  |
| -------------- | ---------------------------------------- | ------- | ----------------------------------------------- | ------- | ------------------------------------- | ------- |
| Метание диска  | Юрий Думчев Труд/Вооружённые Силы Москва | 65,22 м | Александр Нажимов Вооружённые Силы Челябинск    | 64,16 м | Ромас Убартас Динамо Вильнюс          | 62,42 м |
| Метание молота | Игорь Никулин Вооружённые Силы Ленинград | 80,18 м | Сергей Литвинов Вооружённые Силы Ростов-на-Дону | 79,00 м | Юрий Седых Вооружённые Силы Киев      | 77,06 м |
| Метание копья  | Дайнис Кула Труд Вентспилс               | 88,80 м | Сергей Гаврась Спартак Харьков                  | 82,60 м | Алексей Грицкевич Буревестник Витебск | 82,18 м |

### Женщины
| Дисциплина    | Золото                             | Золото  | Серебро                           | Серебро | Бронза                                           | Бронза  |
| ------------- | ---------------------------------- | ------- | --------------------------------- | ------- | ------------------------------------------------ | ------- |
| Метание диска | Галина Мурашова Динамо Вильнюс     | 64,96 м | Любовь Уракова Труд Волгоград     | 64,40 м | Эллина Кишеева-Зверева Динамо Московская область | 61,70 м |
| Метание копья | Ольга Чистякова Профсоюзы Куйбышев | 64,26 м | Ольга Гаврилова Спартак Ленинград | 63,52 м | Наталья Коленчукова Труд Могилёв                 | 61,40 м |

## Чемпионат СССР по кроссу
Чемпионат СССР по кроссу 1984 года состоялся 3 марта в Кисловодске, РСФСР.

### Мужчины
| Дисциплина  | Золото                                             | Золото  | Серебро                                        | Серебро | Бронза                           | Бронза  |
| ----------- | -------------------------------------------------- | ------- | ---------------------------------------------- | ------- | -------------------------------- | ------- |
| Кросс 5 км  | Геннадий Фишман Вооружённые Силы/Буревестник Минск | 14.25,6 | Виктор Долгополов Вооружённые Силы Новосибирск | 14.27,4 | Иван Коновалов Локомотив Иркутск | 14.30,0 |
| Кросс 12 км | Сергей Седов Вооружённые Силы Новосибирск          | 36.32,2 | Сергей Наволокин Спартак Джамбул               | 36.41,4 | Сергей Руденко Динамо Фрунзе     | 36.44,8 |

### Женщины
| Дисциплина   | Золото                                        | Золото  | Серебро                                             | Серебро | Бронза                                  | Бронза  |
| ------------ | --------------------------------------------- | ------- | --------------------------------------------------- | ------- | --------------------------------------- | ------- |
| Кросс 2,6 км | Наталья Сорокивская Вооружённые Силы Алма-Ата | 7.56,0  | Ирина Матросова Спартак Андижан                     | 7.59,2  | Нина Едовина Вооружённые Силы Ленинград | 8.00,8  |
| Кросс 4,4 км | Галина Захарова Труд Челябинск                | 14.31,4 | Ольга Бондаренко-Кренцер Вооружённые Силы Волгоград | 14.35,5 | Людмила Баранова Труд Пермь             | 14.45,8 |

## Чемпионат СССР по марафону
Чемпионат СССР по марафону состоялся 13 мая 1984 года в Баку, столице Азербайджанской ССР. Старт забегу был дан ранним утром в связи с ожидавшейся жарой. Финиш 42-километровой дистанции располагался на Республиканском стадионе имени Ленина. Женщины разыгрывали национальный титул в четвёртый раз, и, как и в предыдущие три года, его вновь завоевала Зоя Иванова. Бегунья из Алма-Аты установила новое всесоюзное достижение — 2:31.11. Мужской забег проходил в тактической борьбе: первую попытку отрыва предпринял призёр Олимпийских игр 1980 года Сатымкул Джуманазаров после отметки 30 км, однако не смог выдержать темп и сошёл с дистанции. Чемпионом страны стал Владимир Никитюк, впервые в карьере.

### Мужчины
| Дисциплина | Золото                                 | Золото  | Серебро                                             | Серебро | Бронза                               | Бронза  |
| ---------- | -------------------------------------- | ------- | --------------------------------------------------- | ------- | ------------------------------------ | ------- |
| Марафон    | Владимир Никитюк Вооружённые Силы Киев | 2:13.36 | Евгений Окороков Вооружённые Силы/Буревестник Томск | 2:13.59 | Виктор Семёнов Вооружённые Силы Киев | 2:14.28 |

### Женщины
| Дисциплина | Золото                    | Золото  | Серебро                               | Серебро | Бронза                                   | Бронза  |
| ---------- | ------------------------- | ------- | ------------------------------------- | ------- | ---------------------------------------- | ------- |
| Марафон    | Зоя Иванова Труд Алма-Ата | 2:31.11 | Ирина Бондарчук Буревестник Ленинград | 2:35.17 | Надежда Усманова Трудовые резервы Янгиер | 2:36.03 |

## Чемпионат СССР по спортивной ходьбе
Чемпионат СССР по спортивной ходьбе состоялся 9—10 июня 1984 года в Сочи в рамках XXVII Мемориала братьев Знаменских.

### Мужчины
| Дисциплина      | Золото                           | Золото    | Серебро                                | Серебро   | Бронза                                  | Бронза    |
| --------------- | -------------------------------- | --------- | -------------------------------------- | --------- | --------------------------------------- | --------- |
| Ходьба на 20 км | Николай Полозов Зенит Ленинград  | 1:23.52,8 | Анатолий Соломин Вооружённые Силы Киев | 1:23.57,0 | Сергей Процышин Вооружённые Силы Львов  | 1:24.04,2 |
| Ходьба на 50 км | Андрей Перлов Динамо Новосибирск | 3:47.20,0 | Валерий Сунцов Буревестник Ижевск      | 3:47.44,0 | Вениамин Николаев Буревестник Чебоксары | 3:49.37,6 |

### Женщины
| Дисциплина      | Золото                           | Золото  | Серебро                         | Серебро | Бронза                          | Бронза  |
| --------------- | -------------------------------- | ------- | ------------------------------- | ------- | ------------------------------- | ------- |
| Ходьба на 10 км | Ольга Криштоп Динамо Новосибирск | 46.15,0 | Вера Осипова Динамо Новосибирск | 46.25,0 | Роза Ундерова Спартак Чебоксары | 46.31,0 |

## Чемпионаты СССР по бегу на 10 000 метров среди женщин и многоборьям
Чемпионаты страны в беге на 10 000 метров среди женщин и в многоборьях прошли с 20 по 24 июня в Киеве на Республиканском стадионе в рамках Всесоюзных соревнований по лёгкой атлетике. Спортсмены показали целый ряд высочайших результатов. В беге на 10 000 метров Ольга Бондаренко-Кренцер установила новый мировой рекорд — 31.13,78. Предыдущее достижение ей удалось улучшить на 14 секунд. Шесть финалисток пробежали дистанцию быстрее 32 минут.
В многоборьях были установлены два рекорда СССР. Григорий Дегтярёв из Кирова одержал вторую крупную победу в сезоне, вновь с всесоюзным достижением: в мае он стал лучшим на престижном турнире в австрийском Гётцисе (8579 очков). В Киеве Дегтярёв вернул себе рекорд страны (8652 очка), который до этого в начале июня успел также улучшить Александр Апайчев (8643). Девять многоборцев показали результат более 8000 очков, четырнадцать — более 7900.
Наталья Шубенкова выиграла чемпионат страны в семиборье с национальным рекордом (6799 очков). Высокие результаты показали и остальные участницы: двенадцать легкоатлеток набрали больше 6000 очков.

### Мужчины
| Дисциплина   | Золото                            | Золото           | Серебро                                        | Серебро           | Бронза                     | Бронза            |
| ------------ | --------------------------------- | ---------------- | ---------------------------------------------- | ----------------- | -------------------------- | ----------------- |
| Десятиборье* | Григорий Дегтярёв Профсоюзы Киров | 8652 очка (8698) | Игорь Соболевский Вооружённые Силы/Урожай Киев | 8530 очков (8547) | Юрий Куценко Труд Белгород | 8512 очков (8519) |

### Женщины
| Дисциплина | Золото                                              | Золото            | Серебро                                       | Серебро          | Бронза                                  | Бронза           |
| ---------- | --------------------------------------------------- | ----------------- | --------------------------------------------- | ---------------- | --------------------------------------- | ---------------- |
| 10 000 м   | Ольга Бондаренко-Кренцер Вооружённые Силы Волгоград | 31.13,78          | Галина Захарова Труд Челябинск                | 31.15,00         | Жанна Турсунова Вооружённые Силы Москва | 31.53,53         |
| Семиборье* | Наталья Шубенкова Динамо Барнаул                    | 6799 очков (6859) | Надежда Виноградова Трудовые резервы Улан-Удэ | 6532 очка (6552) | Марианна Масленникова Труд Ленинград    | 6383 очка (6374) |

* Для определения победителя в соревнованиях многоборцев использовалась старая система начисления очков. Пересчёт с использованием современных таблиц перевода результатов в баллы приведён в скобках.